# Zakotne, Novopskov
Zakotne (în ucraineană Закотне) este localitatea de reședință a comunei Zakotne din raionul Novopskov, regiunea Luhansk, Ucraina.

## Demografie
Componența lingvistică a localității Zakotne
     Ucraineană (96,85%)
     Rusă (2,92%)
     Alte limbi (0,16%)
Conform recensământului din 2001, majoritatea populației localității Zakotne era vorbitoare de ucraineană (96,85%), existând în minoritate și vorbitori de rusă (2,92%).